# Koløya
Koløya est une île norvégienne du comté de Hordaland appartenant administrativement à Bømlo.

## Description
Rocheuse et couverte en partie d'arbres, surtout sur sa côte est, elle s'étend sur environ 814 m de longueur pour une largeur approximative de 431 m.